# Victor Salva

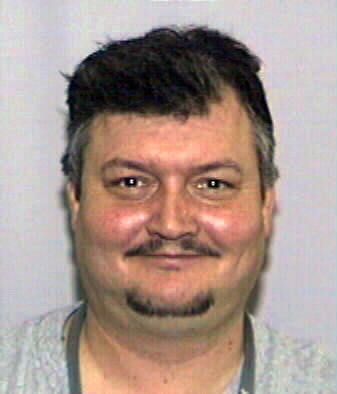
Victor Salva (August 2000)

Victor Salva (* 29. März 1958 in Martinez, Kalifornien) ist ein US-amerikanischer Filmregisseur, Drehbuchautor, Filmproduzent und verurteilter Sexualverbrecher.

## Biografie
Salva wuchs in San Francisco auf und wollte bereits seit seinem zwölften Lebensjahr Filme drehen.
Während der Produktion seines Spielfilmdebüts Clownhouse (1989) übte er mehrfach Oralverkehr an seinem zwölfjährigen Hauptdarsteller Nathan Forrest Winters aus und zeichnete die Taten auf Video auf. 1989 wurde Salva dafür zu einer Freiheitsstrafe von drei Jahren verurteilt; nach 15 Monaten Haft wurde er wegen guter Führung entlassen, 1992 endete seine Bewährungsphase.
1994 arbeitete Salva wieder als Regisseur (The Nature of the Beast). Während des Kinostarts von Salvas Film Powder startete Winters, nun knapp 20 Jahre alt, eine Kampagne gegen Salva und rief die Öffentlichkeit zum Boykott des Films auf. Das daraus resultierende Medienecho sorgte dafür, dass Salva erst vier Jahre später wieder Arbeit als Regisseur fand (Rites of Passage, 1999). Sein 2012 gedrehter Film Haunted wurde 2014 unter dem Titel Dark House veröffentlicht. 2017 stellte er Jeepers Creepers 3 fertig.
Salvas künstlerisches Schaffen konzentriert sich auf den Horrorfilm.

## Filmografie
- 1986: Something in the Basement (Kurzfilm)
- 1989: Clownhouse
- 1994: Bad Heat – Highway des Todes (The Nature of the Beast)
- 1995: Powder
- 1999: Kraftprobe in den Bergen (Rites of Passage)
- 2001: Jeepers Creepers – Es ist angerichtet (Jeepers Creepers)
- 2003: Jeepers Creepers 2 (Jeepers Creepers II)
- 2006: Peaceful Warrior
- 2011: Rosewood Lane
- 2014: Dark House
- 2017: Jeepers Creepers 3